# Yola ferruginea
Yola ferruginea är en skalbaggsart som beskrevs av Olof Biström 1987. Yola ferruginea ingår i släktet Yola och familjen dykare. Inga underarter finns listade i Catalogue of Life.